# رشته‌کوه نکلس

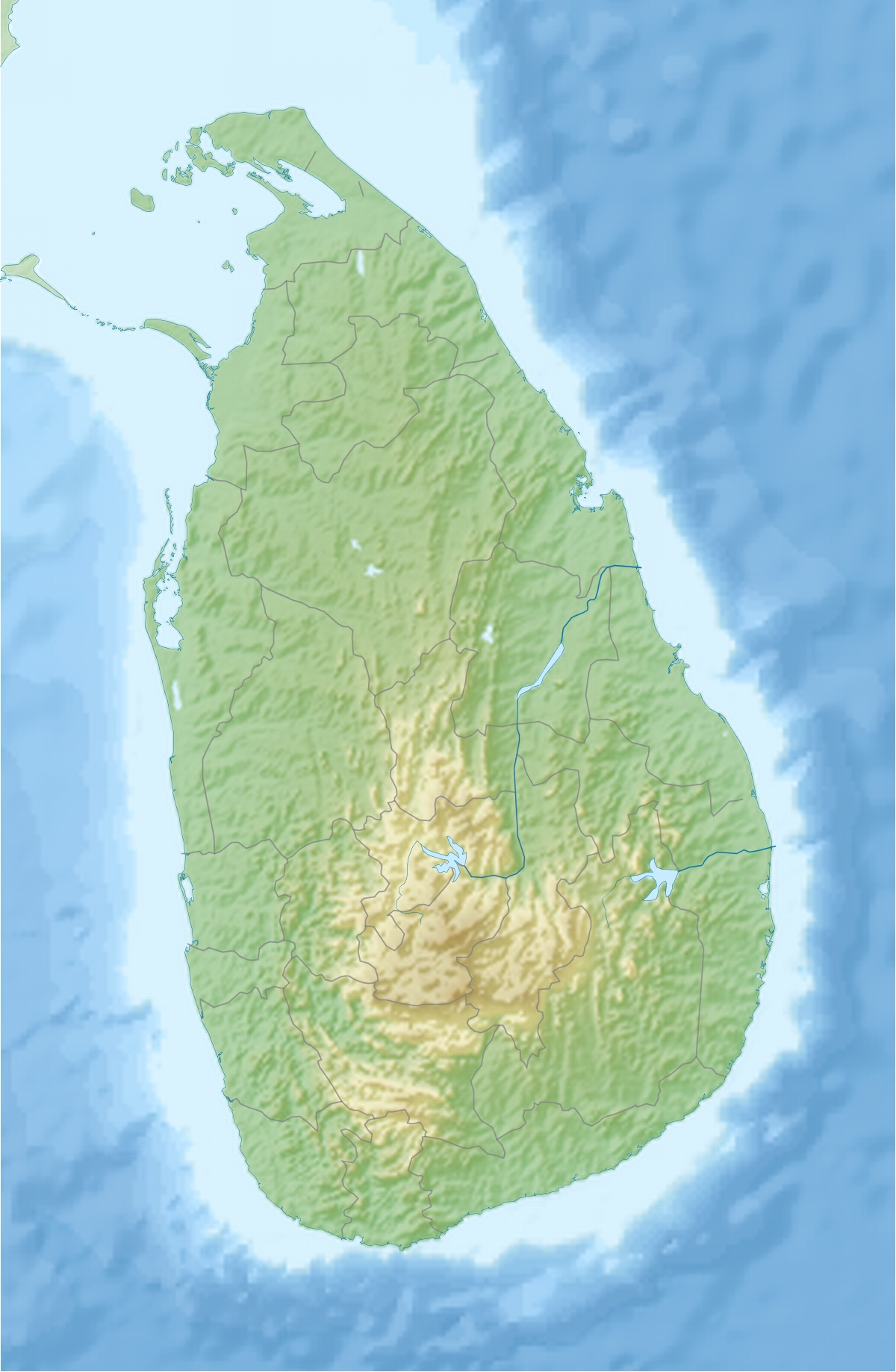

رشته کوه نکلس (به انگلیسی: Knuckles mountain range) در سری‌لانکای مرکزی و شمال شرق شهر کندی قرار دارد.